# Maciej Mączyński (filolog)

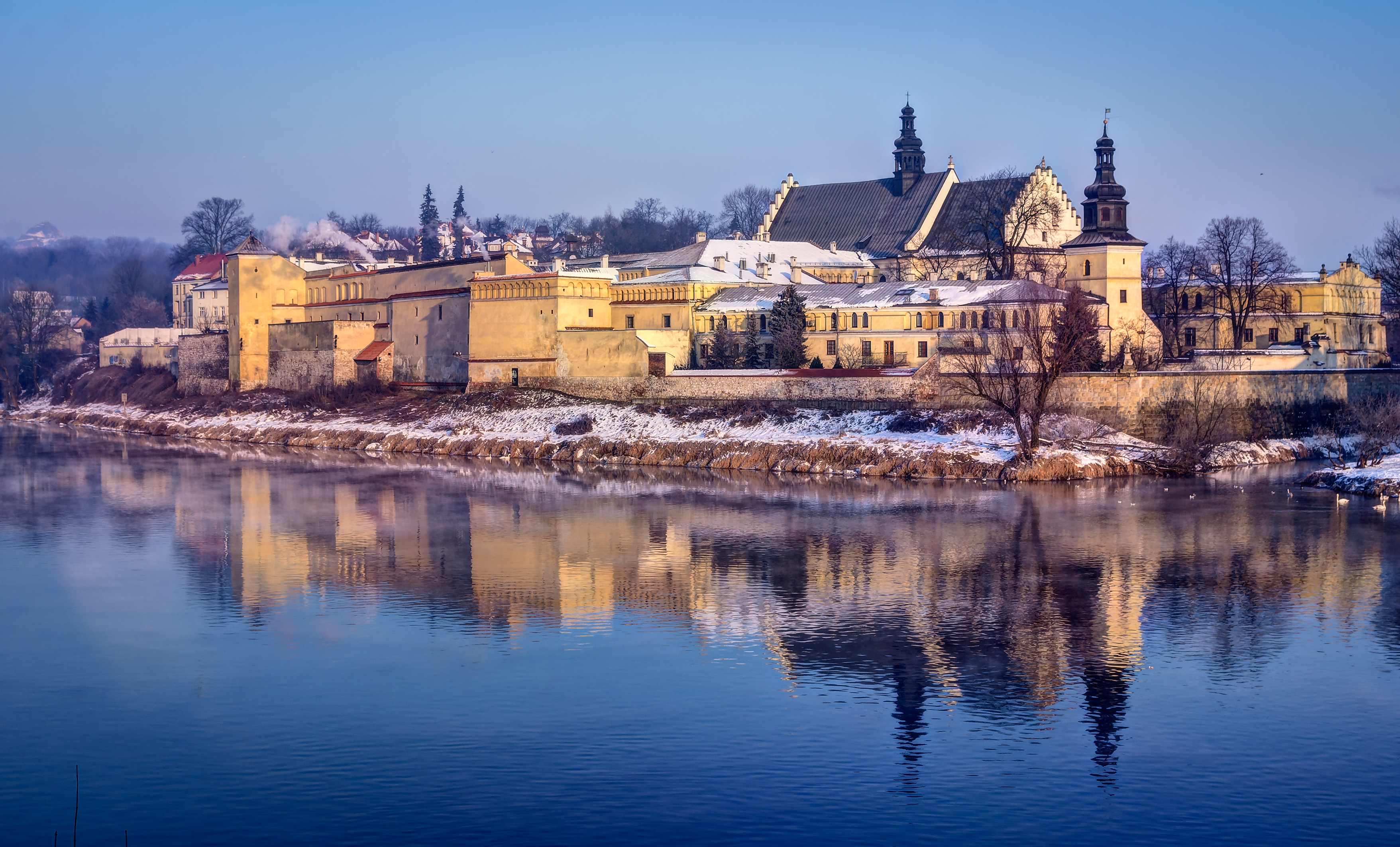
Tematem językoznawczej monografii Macieja Mączyńskiego z 2005 jest usytuowany na krakowskim Zwierzyńcu klasztor sióstr norbertanek

Maciej Marian Mączyński (ur. 1954) – profesor nauk humanistycznych, filolog polonista, językoznawca, wykładowca Uniwersytetu Pedagogicznego im. Komisji Edukacji Narodowej w Krakowie.

## Życiorys
Urodził się w Krakowie. Pochodzi z rodziny inteligenckiej. Studia w zakresie filologii polskiej ukończył w 1978 na ówczesnej Wyższej Szkole Pedagogicznej w Krakowie. Został wtedy zatrudniony na tej uczelni. W 1987 r. uzyskał stopień doktora nauk humanistycznych na podstawie rozprawy pt. Czasowniki onomatopeiczne i ekspresywne w języku polskim. W 2006 r. habilitował się na Wydziale Humanistycznym Akademii Pedagogicznej im. Komisji Edukacji Narodowej w Krakowie na podstawie pracy pt. Językowy obraz XVII-wiecznego klasztoru sióstr norbertanek w Krakowie na Zwierzyńcu (na podstawie rękopiśmiennej kroniki klasztornej). W 2014 r. uzyskał tytuł profesora nauk humanistycznych.
Interesuje się językoznawstwem historycznym, w szczególności polszczyzną XVII wieku, stylistyką, jak również językiem i kulturą Tatr i Podhala. Zajmuje się badaniem języka rękopiśmiennych zabytków klasztornych (kronik, modlitewników i inwentarzy) i językowymi sposobami kreowania postaci w utworach literackich.
Wydał książki Językowy obraz XVII-wiecznego klasztoru sióstr norbertanek w Krakowie na Zwierzyńcu (na podstawie rękopiśmiennej kroniki klasztornej) (2005) i Język dawnych statutów premonstrateńskich. Interpretacje (2013).
W 2013 brał udział w konferencji zorganizowanej z okazji jubileuszu 650 lat wsi Kasina Wielka. Odznaczony Medalem Komisji Edukacji Narodowej (2004).